# Marika Vunibaka (rugby à XV, 1994)
Ne doit pas être confondu avec Marika Vunibaka (rugby à XV, 1974).
Pas d'image ? Cliquez ici

a Compétitions nationales et continentales officielles uniquement.

b Matchs officiels uniquement.
Dernière mise à jour le 4 avril 2023.
Marika Vunibaka, né le 12 mai 1994 aux Fidji, est un joueur de rugby à XV qui évolue au poste d'ailier. Il joue au sein du Niort rugby club depuis 2020.

## Biographie
Joueur de l'équipe première de la Section paloise de 2014 à 2016, il réalise une saison aboutie lors de son premier exercice chez les pros en marquant 10 essais lors de la montée en Top 14. Il ne prend part qu'à quatre matchs lors de la saison 2015-2016 lorsque, non conservé par la Section paloise à cause de problèmes extra-sportifs, il rejoint en tant que joker médical le club de Colomiers en Pro D2.

## Palmarès

### En club
- Champion de France de Pro D2 avec la Section paloise en 2015.